# Fors (vattendrag)

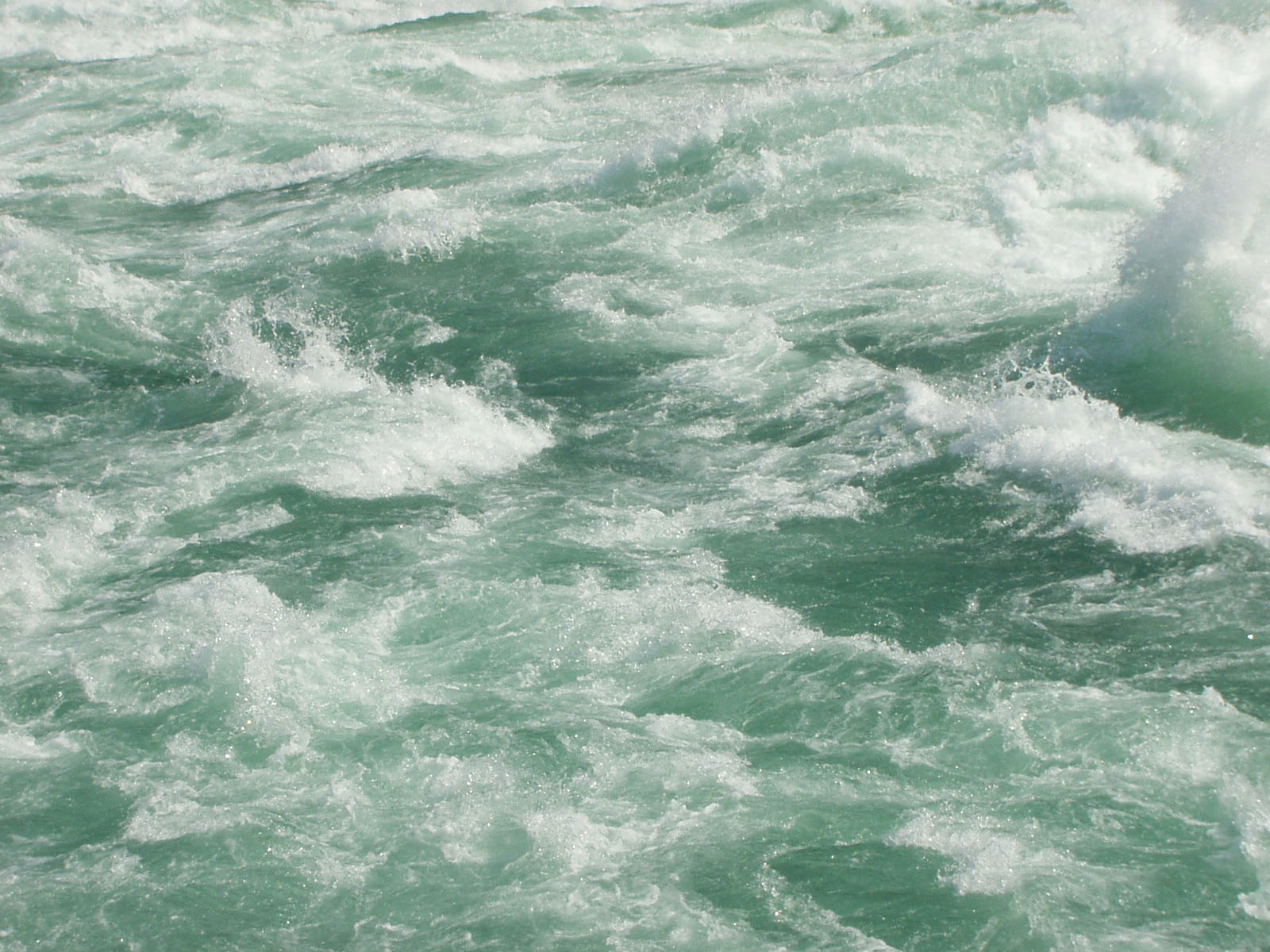
Våldsamma vattenmassor nedanför Niagarafallen.

En fors är ett avsnitt av ett vattendrag där bädden har en relativt brant lutning som orsakar en ökning av vattenhastighet och turbulens. En fors är en hydrologisk funktion mellan flöde (en mjuk svepande del av en ström) och kaskad. En fors kännetecknas av att floden blir grundare och har vissa bergarter synliga över flödets yta. Då strömmande vatten skvätter över och runt stenarna blandas luftbubblor med det och delar av ytan och får en vit färg och bildar vad som kallas "skummande vatten". Forsar uppstår där bäckfåran är mycket motståndskraftig mot den eroderande kraften i vattendraget jämfört med bäckfåran nedströms från forsen. Strömmar över fast bergart kan vara forsar under stor del av dess längd.
Forsar kategoriseras i klasser, i allmänhet från I till VI. En fors av klass V kan kategoriseras som klass 5,1–5,9. Medan forsar av klass I är lätta att klara av och kräver ingen manövrering, utgör forsar av klass VI livsfara med liten eller ingen chans till räddning.

## Galleri

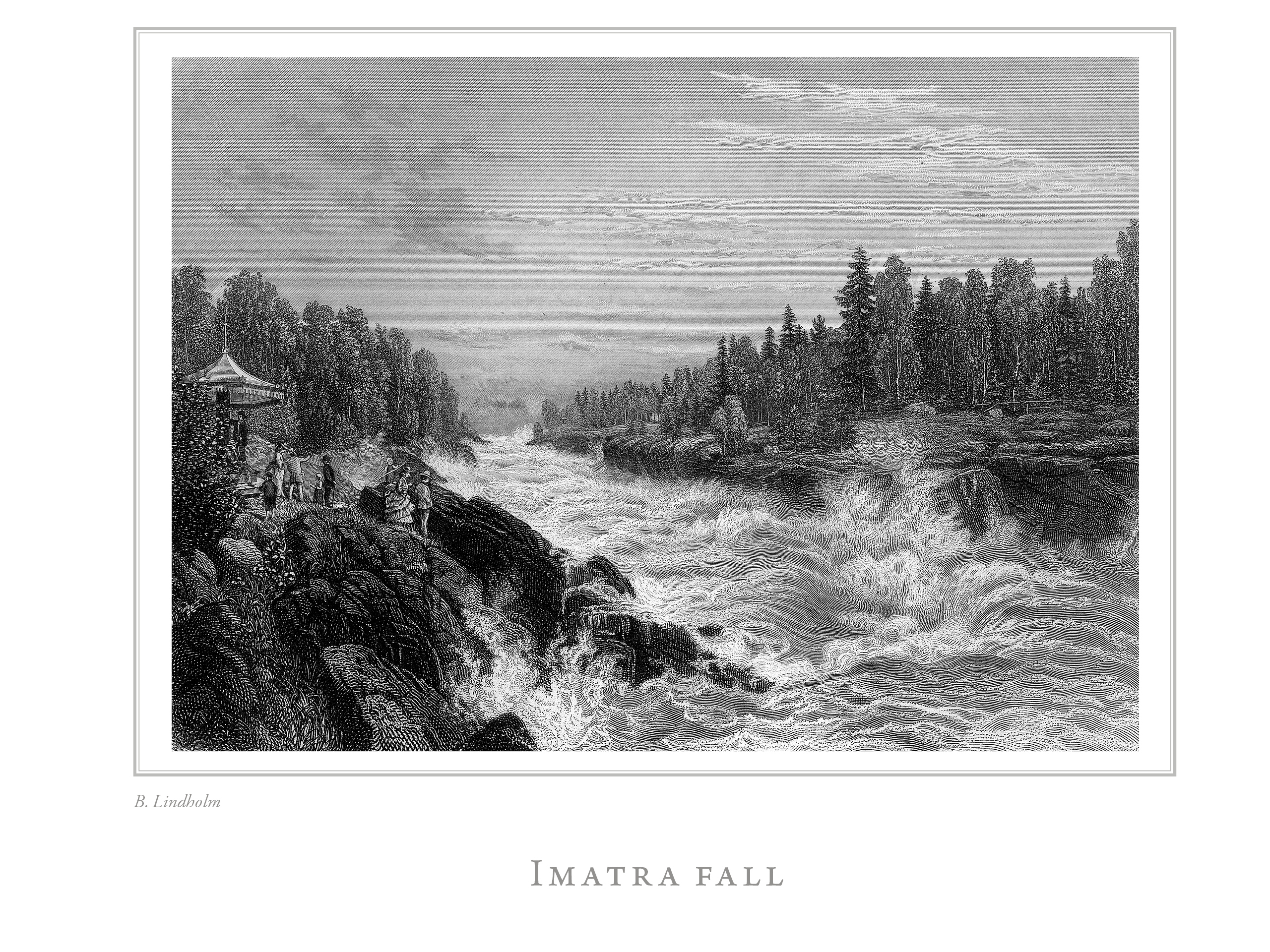
Imatra fors i Finland har varit en turistattraktion sedan 1700-talet. Illustrationen är från En resa i Finland.
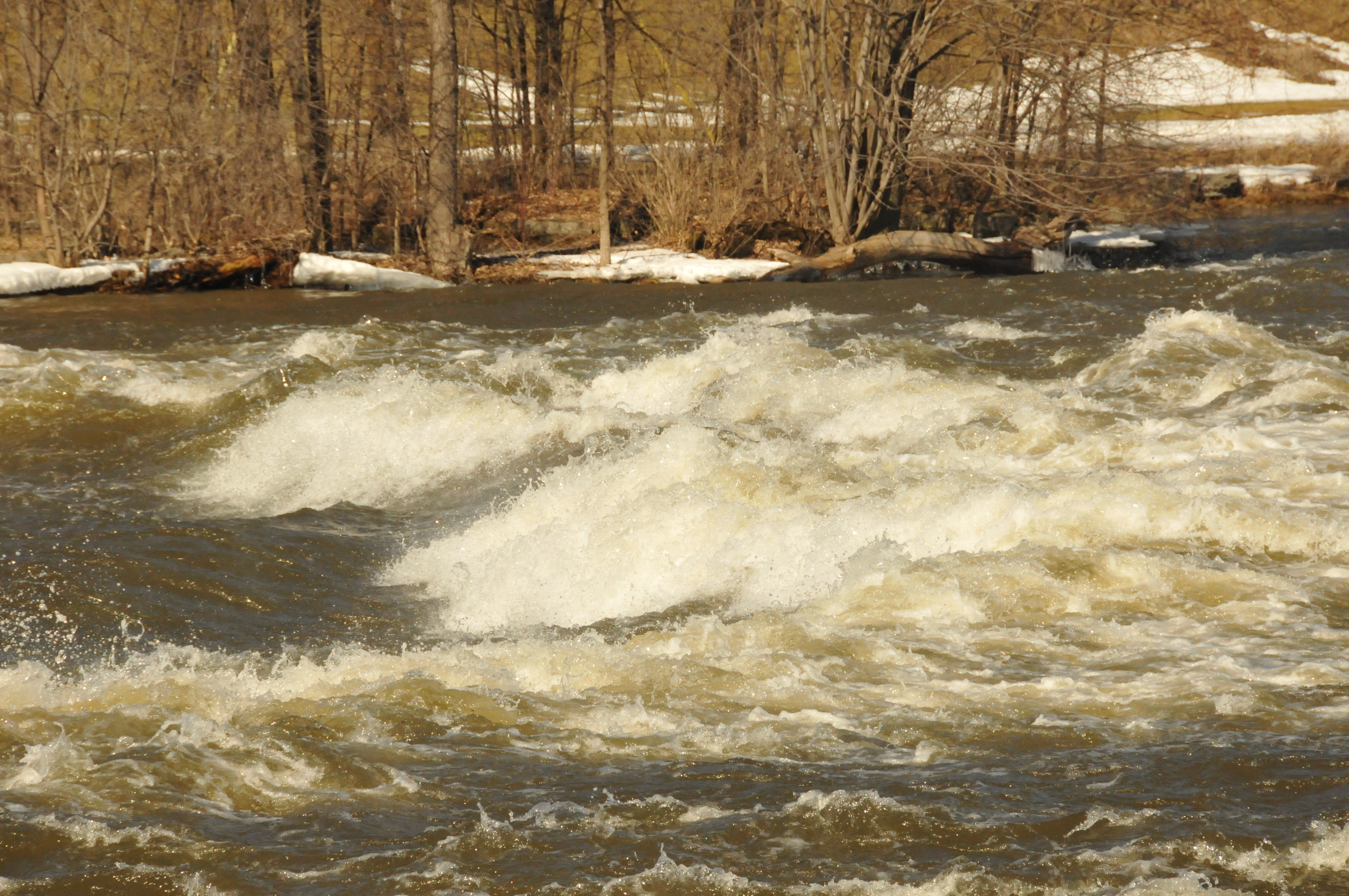
Forsar i Mississippifloden, Pakehnham, Ontario, Kanada.